# سفارة إيطاليا في السويد
سفارة إيطاليا في السويد هي أرفع تمثيل دبلوماسي لدولة إيطاليا لدى السويد. تقع السفارة في ستوكهولم وهي تهدف لتعزيز المصالح الإيطالية في السويد.

## وصلات خارجية
- قائمة سفارات إيطاليا
- قائمة السفارات في السويد